# Rauðhóll (kulle i Island, Suðurland, lat 63,81, long -18,32)
Rauðhóll är en kulle i republiken Island. Den ligger i regionen Suðurland, 180 km öster om huvudstaden Reykjavík. Toppen på Rauðhóll är 434 meter över havet.
Trakten runt Rauðhóll är nära nog obefolkad, med mindre än två invånare per kvadratkilometer. Närmaste större samhälle är Kirkjubæjarklaustur, 12,8 km öster om Rauðhóll. Trakten runt Rauðhóll består i huvudsak av gräsmarker.